# Сенегалска демократическа партия
Сенегалската демократическа партия (на френски: Parti Démocratique Sénégalais) е дясноцентристка либерална политическа партия в Сенегал.
Създадена е през 1974 година от Абдулай Уад и дълго време е водеща опозиционна партия в страната. През 2000 година Уад печели президентските избори и остава на власт до 2012 година, когато губи изборите от бившия министър-председател Маки Сал и отцепилия се от Сенегалската демократическа партия Алианс за републиката. Партията остава с 12 от 150 места в парламента, но е най-голямата опозиционна сила.